# جنبش جنوب یمن
جنبش جنوب (عربی: الحراک الجنوبی)، جنبش جدایی‌طلب جنوب، جنبش جنوب یمن، جنبش عدن یا الحراک (به فارسی: ت.ت. 'جنبش')، یک جنبش سیاسی و سازمان شبه‌نظامی فعال در جنوب یمن از سال ۲۰۰۷ است که خواستار جدایی از جمهوری یمن و بازگشت به کشور مستقل سابق یمن جنوبی است و در حال حاضر، شناخته‌شده‌ترین شاخه سیاسی آن، شورای انتقالی جنوب، به رهبری عیدروس الزبیدی است که رهبری بالفعل در بسیاری از استان‌های جنوب را بر عهده دارد.